# Begraafplaats van Aubel

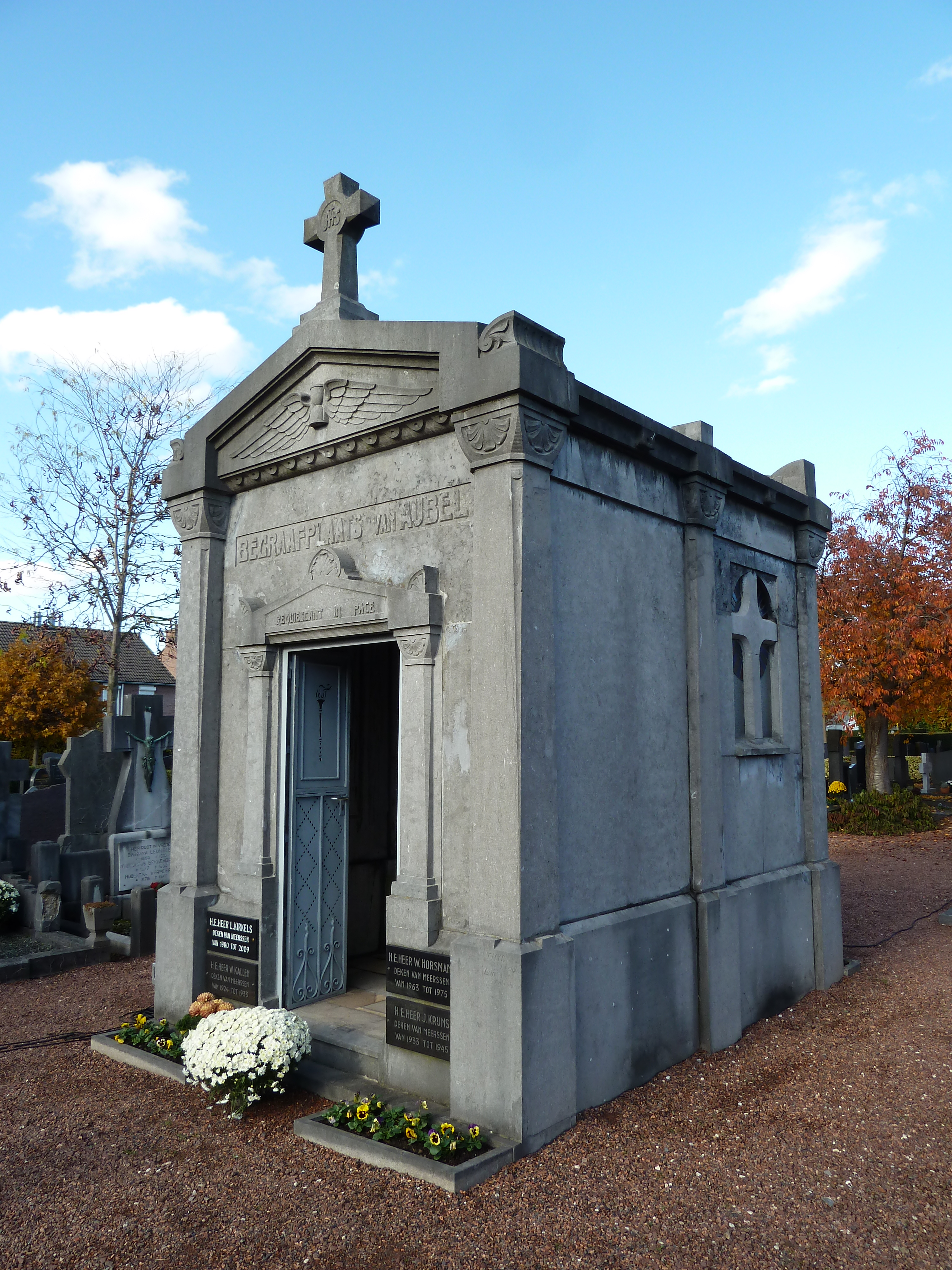
Begraafplaats van Aubel

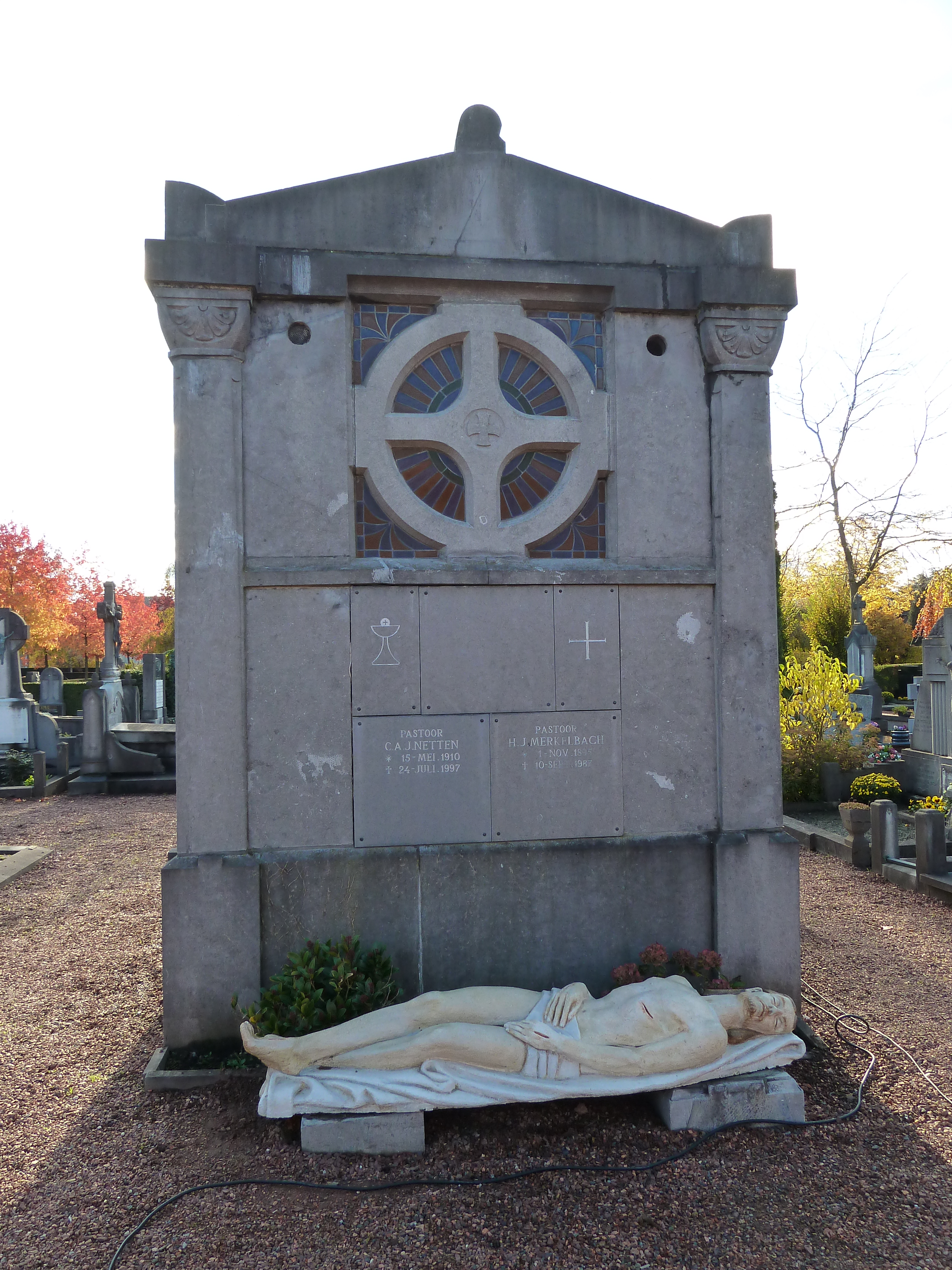
Achterkant

De Begraafplaats van Aubel is een grafkapel in Meerssen in de Nederlands Zuid-Limburgse gemeente Meerssen. De kapel staat midden op de Algemene Begraafplaats Meerssen, midden in het dorp.

## Geschiedenis
Rond 1920 werd de kapel gebouwd naar het ontwerp van Charles Eyck en was bestemd voor de dekens van Meerssen.
Op 12 maart 1997 werd de kapel ingeschreven in het rijksmonumentenregister.

## Bouwwerk
De sobere grafkapel is gebouwd in neoclassicistische stijl op een in de dwarsrichting geplaatste rechthoekige plattegrond. De ingang bevindt zich aan de zuidwestzijde. De kapel is uitgevoerd in hardsteen, heeft twee traveeën en wordt gedekt door een flauw hellend zadeldak. Op de hoeken en tussen de traveeën zijn pilasters aangebracht met teerlingkapitelen. De voorgevel bevat bovenaan een van onderen open fronton, waarin een zandloper met vleugels uitgehouwen is. Op de top van de voorgevel staat een stenen kruis. De ingang, met een dubbele ijzeren deur met versieringen van omgekeerde fakkels en geponste gaten, wordt omlijst door pilasters en erboven een fronton met de tekst Requiescant in pace met akroterieën. Tussen de twee frontons van de voorgevel is de tekst Begraafplaats van Aubel uitgehouwen in de stenen gevel. In de zijgevels zijn rondboogvensters aangebracht met daarin glas-in-loodramen met een hardstenen kruis als maaswerk. In de achterwand is er een vierkant venster met glas-in-loodraam aangebracht, voorzien van maaswerk van een hardstenen cirkel en daar in het midden van een hardstenen kruis.
Van binnen is de grafkapel ingericht met een altaar van natuursteen, waarop een tabernakel is geplaatst. Op de wanden zijn memorieplaten aangebracht, waarop de namen van de dekens staan.